# Ammergebirge mit Kienberg und Schwarzenberg sowie Falkenstein
Ammergebirge mit Kienberg und Schwarzenberg sowie Falkenstein este o arie protejată (arie de protecție specială avifaunistică — SPA) din Germania întinsă pe o suprafață de 30.114,85 ha, integral pe uscat.

## Localizare
Centrul sitului Ammergebirge mit Kienberg und Schwarzenberg sowie Falkenstein este situat la coordonatele 47°33′12″N 10°55′33″E / 47.5533°N 10.9258°E.

## Înființare
Situl Ammergebirge mit Kienberg und Schwarzenberg sowie Falkenstein a fost declarat arie de protecție specială avifaunistică în septembrie 2006 pentru a proteja 27 de specii de animale.

## Biodiversitate
Situată în ecoregiunea alpină, aria protejată nu include niciun habitat protejat.
La baza desemnării sitului se află mai multe specii protejate de  păsări (27): fluierar de munte (Actitis hypoleucos), minunița (Aegolius funereus), pescăruș albastru (Alcedo atthis), potârnichea de stâncă (Alectoris graeca), fâsă de pădure (Anthus spinoletta), acvilă de munte (Aquila chrysaetos), cocoșul de mesteacăn (Bonasa bonasia), buha (Bubo bubo), Carduelis citrinella, ciocănitoare cu spate alb (Dendrocopos leucotos), ciocănitoare neagră (Dryocopus martius), presură de munte (Emberiza cia), Falco peregrinus peregrinus, muscar (Ficedula parva), ciuvică (Glaucidium passerinum), Lagopus mutus helveticus, Mergus merganser merganser, pietrar sur (Oenanthe oenanthe), viespar (Pernis apivorus), pitulice de munte (Phylloscopus bonelli), ciocănitoare de munte (Picoides tridactylus), ciocănitoare verzuie (Picus canus), Prunella collaris, sitar de pădure (Scolopax rusticola), cocoșul de mesteacăn (Tetrao tetrix tetrix),  cocoș de munte (Tetrao urogallus), mierlă gulerată (Turdus torquatus).
Pe lângă speciile protejate, pe teritoriul sitului au mai fost identificate 2 specii de păsări.